# Las Golondrinas (Buenos Aires)
Las Golondrinas es un barrio repartido entre los partidos de Brandsen y La Plata en la Provincia de Buenos Aires, Argentina . Se encuentra a la altura del kilómetro 53 de la Autovía 2, la cual sirve de límite entre ambos partidos, correspondiendo la parte norte a la zona de Abasto (La Plata)  y la parte sur al partido de Brandsen.
En 2001 el censo reconoció el barrio Las Golondrinas solo como perteneciente a Brandsen, pero esta zona tuvo un gran desarrollo inmobiliario en la última década, estando prácticamente conurbada con el partido de La Plata. Cuenta con 383 habitantes (Indec, 2010), lo que representa un incremento del 79% frente a los 213 habitantes (Indec, 2001) del censo anterior.
En 2004 y en 2007 el Concejo de Brandsen impuso nombres a las calles del barrio. Es una zona que comprende barrios cerrados y urbanizaciones del segmento socioeconómico bajo, siendo un barrio de reciente construcción. En diciembre de 2011 la empresa de energía eléctrica Edelap presentó una propuesta para agregar 1,5 km de líneas de media tensión, que beneficiaría entre otros a Las Golondrinas. En 2012 se anunció asimismo más perforaciones de agua en la parte perteneciente al partido de La Plata, para abastecer correctamente a la urbanización.

## Transporte
Sobre la ruta 2, pasa el 215 A y B que unen La Plata y El Pato.
También la línea 324.